# Nola acutapicalis
Nola acutapicalis är en fjärilsart som beskrevs av Inoue 1998. Nola acutapicalis ingår i släktet Nola och familjen trågspinnare. Inga underarter finns listade i Catalogue of Life.